# 로이 바크로트
로이 바크로프트(Roy Barcroft, 1902년 9월 7일 ~ 1969년 11월 28일)는 미국의 배우이다.

## 출연 작품
- 몬티 월쉬 (1970년)
- 시카고 시카고 (1969년)
- 리버스 (1969년)
- 로즈메리의 아기 (1968년)
- 반도레로 (1968년)
- 서부로 가는 길 (1967년)
- 데스티네이션 이너스페이스 (1966년)
- 빌리 더 키드 버서스 드라큐라 (1966년)
- 서부를 향해 달려라 (1965년)
- 고스트 오브 조로 (1959년)
- 사탄의 위성 (1958년)
- 서부의 파라딘 (1957년)
- 최후의 총격 (1956년)
- 오클라호마 (1955년)
- 스타가 아닌 사나이 (1955년)
- 맨 위드 더 스틸 위프 (1954년)
- 사악한 경찰 (1954년)
- 코만도 코디 (1953년)
- 달에서 온 레이더 맨 (1952년)
- 좀비 오브 더 스트래터스피어 (1952년)
- 돌아온 돈 데어데블 (1951년)
- 플라잉 디스크 맨 프럼 마스 (1950년)
- 레이더 패트롤 대 스파이 킹 (1949년)
- 연방요원 대 언더월드 주식회사 (1949년)
- 고스트 오브 조로 (1949년)
- 조로의 아들 (1947년)
- 퍼플 몬스터 스트라이크 (1945년)
- 다고타 (1945년)
- 그린 호넷 2 (1941년)
- 딕 트레이시 (1937년)
- 로잘리 (1937년)

### 텔레비전
- 보난자 (1959년)
- 디즈니랜드 (1954년)
- 딜론 보안관 (1955년)
- 달려라 래시 (1954년)
- 론 레인저 - 49년 시리즈 (1949년)